# Жозе Сарамагу
Жозе́ ді Со́уза Сарамагу також Жозе́ ді Со́уза Сарама́ґо (порт. José de Sousa Saramago; 16 листопада 1922, Азіньяга — 18 червня 2010, Тіас, острів Лансароте) — португальський письменник, класик світової літератури, володар багатьох літературних премій та нагород, у тому числі відзначений і Нобелівською премією в галузі літератури 1998 року.

## Життя та творчість
Народився у селі Азіньяга (провінція Алентежу) на південь від Лісабона. Син безземельних селян, проте в трирічному віці його сім'я перебралася в Лісабон, з яким було пов'язано практично все життя письменника. Він був вимушений рано покинути школу і продовжував навчання в училищі, де опановував фах автослюсаря, оскільки це обіцяло реальні заробітки. До того як стати професійним письменником змінив цілий ряд професій (від слюсаря і кресляра — до перекладача і журналіста).
Його перша книга була опублікована в 1947 році, проте потім Сарамаґу нічого не видавав до 1966 року; критики відзначали, що літературний талант прийшов до нього пізно. Сарамагу працював журналістом, писав про політику, а жити виключно за рахунок літературної праці почав в 1976 році, в 54-річному віці.
У 1944 році письменник одружився із португальською художницею Ілдою Рейс, у подружжя народилася донька Віоланте. У 1970 році пара розлучилася.
Перші літературні успіхи Сарамагу припадають на середину 1970-х років. Роман «Підручник живопису і каліграфії» (1977), п'єса «Що мені робити з цією книгою» (1979), роман «Той що піднявся з землі» (1980, за загальним визнанням, його перший великий роман) принесли автору визнання на батьківщині.
З романом «Спогади про монастир» (1985) до Сарамагу прийшла світова слава. Він став володарем Премії критики, премії «ПЕН-клубу», й інших іноземних нагород. Після цього вже кожний наступний роман автора читацька спільнота зустрічала з неабияким захопленням.
У 1988 році одружився із іспанською журналісткою Пілар Дель Рьйо, яка згодом переклала багато його творів іспанською мовою та очолила Фонд Жозе Сарамаґу.
У 1991 році побачив світ роман «Євангелія від Ісуса Христа». Головний сюжет роману зав'язується навколо біблійної оповіді про вбивство безвинних немовлят у Вифлеємі, а сам Ісус постає перед читачами звичайною людиною зі своїми пристрастями та вадами. Роман відразу викликав гнівну реакцію католицької церкви та португальської критики, а автору було заборонено висувати його на здобуття літературних нагород. Португальська влада піддала цензурі роман, і на знак протесту Сарамаґу оселився на острові Лансароте, що на Канарах. А 1998 році шведський комітет нагородив письменника Нобелівською премією.
Негативні відгуки з боку християн та юдеїв отримували і наступні книжки письменника, зокрема — його останній роман «Каїн», що вийшов в 2009 році. Крім того, Сарамагу відкрито засуджував дії Ізраїлю в Палестині, а в 2009 році балотувався в Європарламент від Португальської комуністичної партії.

## Особливість письмової мови
Одним із «секретів успіху» Сарамагу є його — унікальний стиль письма. Його зацікавлення творчістю Мігеля де Сервантеса і Миколи Гоголя, його роки праці перекладачем та журналістом, його «народне коріння», його геній і талант, у своєму синтезі, дали унікальну мову його романів. Історія Португалії передається, як частинка світової історії. І ось уже перед нами «гіпертекстуальний» текст, повний магії, фантастики, реальності, філософської глибини і незвиклих, чарівних пасажів. Руйнуються звичні словосполучення, слово набирають нових, несподіваних значень. «Безкінечні», неподільні абзаци перетворюються на тонку гру ерудита. Слова персонажів підхоплюються (або перебиваються) словами автора. То чується шум майже екзальтованого захоплення, то чуються нотки тих хто сумнівається, то чується крик тих хто проти. І все це (з особливим синтаксисом і пунктуацією) передається автором надзвичайно легко, так ніби ми слухаймо казку.

## Суспільно-політична позиція
За своїми переконаннями Жозе Сарамагу песиміст, атеїст і комуніст. Сарамагу член комуністичної партії Португалії з 1969 року. Проте, навряд чи хтось з читачів побачить у його романах якусь «крайню лівизну». Іншими словами, як про це сказав англійський письменник Джон Фаулз:
|  | «Мені смішно коли Сарамаґу називають комуністом. Він не заслуговує такого приниження. Так, він, безперечно, радикальний, але з головою у нього все в порядку». |

Щодо песимізму і атеїзму португальця, то дехто (мабуть зважаючи на його вік) натякав письменнику, мовляв: досить так легко гратися з «серйозними» темами. Та Сарамагу вірний собі:
|  | «Я – не безбожник. Щодня я намагаюсь відшукати ознаки Бога, але, на жаль, я їх не знаходжу». |

|  | «Я не песиміст і не оптиміст. Крім того, вважаю, що всі розмови, усі дискусії про песимізм та оптимізм нічого не варті і не мають жодного значення. Що дійсно має значення, так це факти. Ну а факти такі, якими ми їх бачимо і знаємо. Враховуючи ці факти дехто живе досить добре, щоб з оптимізмом дивитися на ці самі факти». |

## Екранізації
У 2010 році португальський режисер Антоніу Феррейра зняв фільм «Ембарго» за однойменною повістю Жозе Сарамагу, вперше виданою у 1978 році. Прем'єра відбулася 30 вересня 2010 року, фільм був у португальському, іспанському та бразильському прокаті.
У 2013 році режисер Дені Вільнев зняв психологічний трилер «Ворог». Подвійну головну роль виконав Джейк Джилленгол. Фільм є екранізацією роману Жозе Сарамаґу «Двійник». Прем'єра в Сполучених Штатах відбулася 4 січня 2014 року.

## Цікаві факти
Справжнє прізвище родини — «ді Соуза». Однак хлопчика Жозе записали в офіційних документах під прізвищем «ді Соуза Сарамаґу», до прізвища працівник архіву додав простонародне прізвисько сім'ї майбутнього письменника, що у перекладі з португальської мови означало «дика редька». Про цю деталь стало відомо лише тоді, коли хлопчику виповнилося 7 років.

## Українські переклади
- Нобелівська промова. Про те, як герої вчать автора ремесла. (Уривки) // Шкляр Л. Є., Шпиталь А. Г. Під знаком нобеля. Лауреати Нобелівської премії з літератури 1901—2006. Київ: Грамота, 2006. — 504 с. ISBN 966-349-040-3
- Євангелія від Ісуса Христа. Роман. Переклад з португальської Віктора Шовкуна. Харків: Фоліо, 2010. — 539 с. ISBN 978-966-03-5015-1
- Сліпота. Роман. Переклад з португальської Віктора Шовкуна. Харків: Фоліо, 2013. — 442 с. ISBN 978-966-03-5871-3
- Каїн. Роман. Переклад з португальської Віктора Шовкуна. Харків: Фоліо, 2013. — 187 с. ISBN 978-966-03-5830-0
- Прозріння. Роман. Переклад з португальської Віктора Шовкуна. Харків: Фоліо, 2015. — 448 с. ISBN 978-966-03-7161-3
- Мандрівка слона. Роман. Переклад з португальської Світлани Щиголєвої. Харків: Фоліо, 2015. — 256 с. ISBN 978-966-03-7255-9
- Смерть бере відпустку. Роман. Переклад з португальської Сергія Вакуленка. — Харків: КСД, 2021. — 288 с. ISBN 978-617-12-8839-3
- Двійник. Роман. Переклад з португальської Катерини Скальської. — Івано-Франківськ: Вавилонська бібліотека, 2023. — 272 с. ISBN 978-617-82-8106-9
- Бунт речей. Збірка оповідань. Переклад з португальської Інни Білоножко. — Івано-Франківськ: Вавилонська бібліотека, 2024. — 160 с. ISBN 978-617-82-8113-7
- Історія облоги Лісабона. Роман. Переклад з португальської Олексія Шендрика. — Івано-Франківськ: Вавилонська бібліотека, 2024. ISBN 978-617-8281-10-6